# Wolf Mayer
Wolfgang „Wolf“ Mayer (* 15. März 1956 in Speyer) ist ein deutscher Pianist des Modern Jazz sowie Hochschullehrer (Professor) an der Hochschule für Musik Saar.

## Leben und Wirken
Mayer hatte seit seinem achten Lebensjahr Klavierunterricht. Er studierte von 1975 bis 1980 Schulmusik an der Hochschule für Musik Karlsruhe, bevor er ab 1981 ein Jazzstudium am Berklee College of Music absolvierte; daneben nahm er Unterricht bei Hal Galper und Joanne Brackeen. Seit Anfang der 1980er Jahre trat er mit eigenen Trios international auf und arbeitete Mitte der 1980er Jahre auch für Bill Ramsey und für den Circus Roncalli. Viele Jahre lang war er Mitglied der Band von Rainer Pusch. Ab 1987 trat er mit Özay Fecht auf, 1988 tourte er mit Louis Sclavis durch den Nahen Osten und trat mit Biréli Lagrène auf dem Jazzfestival Mülhausen auf. In den nächsten Jahren arbeitete er einerseits mit Gerhard Zwerenz und Elisabeth Alexander in Jazz & Lyrik-Produktionen, andererseits mit Lydie Auvray und 1990 bis 1992 auch mit Gabriele Hasler. Mit Hugo Read und Stephan Schmolck gründete er die Gruppe „Dialects“, die unter anderem bei Jazz Ost-West auftrat. Daneben arbeitete er in den Bands von Matthias Stich und Jens Bunge und begleitete Anton Le Goff.
Mayer war 1985 bis 1995 Lehrbeauftragter an der Musikhochschule Mannheim und lehrte von 1995 bis 2005 an der Pädagogischen Hochschule Schwäbisch Gmünd Klavier, Tonsatz und Improvisation. Im Oktober 2005 wurde er zum Professor für schulpraktisches Klavierspiel an die Hochschule für Musik Saar berufen. Als Komponist schrieb er auch für die Bühne; sein mehrsätziges Werk „Inner Voices“ für Altsaxophon und Klavier wurde 1992 beim dritten Tonkünstlerfest Baden-Württemberg uraufgeführt.
Mayer erhielt am 26. Februar 2010 den Landespreis für Hochschullehre des Saarlandes 2009 für das Projekt „ENSUITE - ein Abend der Schulmusik“.
Am 16. November 2011 wurde Wolfgang Mayer vom erweiterten Senat der Hochschule für Musik Saar mit überwältigender Mehrheit zum Rektor der Musikhochschule gewählt und hat dieses Amt am 1. April 2012 übernommen.

## Diskografische Hinweise
- Dialects: Windows (1991)
- I Do Belive In Spring (1998)
- Dialects: Roots and Wings (2001)

## Lexigraphische Einträge
- Martin Kunzler: Jazz-Lexikon. Band 2: M–Z (= rororo-Sachbuch. Bd. 16513). 2. Auflage. Rowohlt, Reinbek bei Hamburg 2004, ISBN 3-499-16513-9.
- Jürgen Wölfer: Jazz in Deutschland. Das Lexikon. Alle Musiker und Plattenfirmen von 1920 bis heute. Hannibal, Höfen 2008, ISBN 978-3-85445-274-4.